# عصر روشنگری
عصر روشنگری جنبشی فکری و فلسفی در تاریخ غرب بود که از میانه‌های سدۀ هفدهم میلادی، نخست در انگلستان و سپس در فرانسه آغاز شد و تا پایان سدهٔ هجدهم ادامه یافت. این جنبش دگرگونی‌های ژرفی در عرصهٔ دانش و فلسفه پدید آورد که در نهایت به افول جهان‌بینی قرون وسطایی انجامید.
متفکران این دوره به دنبال آرمان‌هایی چون آزادی، پیشرفت، خردگرایی، مدارا و کاهش نفوذ بی‌حدِ کلیسا و حکومت بودند. در فرانسه، آموزه‌های روشنگری بر پایهٔ آزادی فردی و رواداری مذهبی استوار بود و در تقابل با نظام پادشاهی مطلقه و سخت‌گیری‌های کلیسای کاتولیک قرار داشت. این دوره با رواج تجربه‌گرایی، پایبندی به دقت علمی و نقد ساختارشکنانهٔ دین شناخته می‌شود.
از چهره‌های برجستهٔ این عصر می‌توان به دیدرو، وُلتِر، روسو، مونتِسیکو، کانت و دو ساد اشاره کرد. روشنگری جنبشی فکری بود که با الهام از اندیشه‌های دِکارت، خرد را به عنوان بنیان نظام‌های اخلاقی، حکومتی و زیبایی‌شناختی مطرح کرد و بر کشف حقایق جهان از طریق خرد تأکید داشت.
این دوره را می‌توان عصر آزاداندیشی نامید، هرچند این آزادی به معنای تحقق عملی حقوق شهروندی نبود، بلکه بستری برای پرورش اندیشه و آماده‌سازی بشر برای رهایی از طریق معرفت فراهم کرد. سه اصل بنیادین روشنگری عبارت بودند از: تساهل، خردباوری و انسان‌محوری.

## انقلاب علم، فکر و آزادی
عصر روشنگری دوره‌ای پرشور و هیجان در تاریخ غرب بود که تقریباً از سال ۱۶۵۰ تا ۱۷۸۹ میلادی به طول انجامید. گهوارهٔ این عصر، انگلستان بود و فرانسه سرزمین بالندگی آن محسوب می‌شد، تا سرانجام جنبش روشنگری به دیگر کشورها از جمله آمریکا نیز گسترش یافت.روشن‌اندیشی در واقع واکنشی بود به شیوهٔ تفکر رایج پیش از خود در اروپا و از اهداف اصلی آن، تاباندن نور فهم و ادراک بر تاریکی نادانی به شمار می‌رفت.
در اوایل قرن هفدهم، همزمان با فراهم آمدن زمینه‌های انقلاب علمی اروپا، دو مرجع مقتدر بر فضای فرهنگی اروپای غربی سیطره داشتند: نخست، احکام متون مسیحی که کلیسای کاتولیک خود را نگهبان و مفسر بی‌چون‌وچرای آن می‌دانست. کلیسا حتی تاریخ بشر، پزشکی، فیزیک و بسیاری از پدیده‌های طبیعی را بر اساس عَهدِین تبیین می‌کرد و به هیچ‌کس اجازهٔ اظهارنظر در این زمینه‌ها را نمی‌داد. هر نظریه‌ای که برآمده از مشاهدهٔ علمی یا تجربه باشد و با آموزه‌های کلیسا در تضاد افتد، تکفیر می‌شد. نمونهٔ آشکار این برخورد، موضع‌گیری کلیسا در برابر گالیله بود. دوم، ادبیات کلاسیک یونان و روم باستان که در جنبش رنسانس (نوزایی فرهنگی) دوباره کشف شده بود و انسان‌گرایان (اومانیست‌ها) هواداران پر‌وپاقرص آن به شمار می‌آمدند.
این دو مرجع، اگرچه در بسیاری موارد در تقابل با یکدیگر قرار داشتند و میان پیروانشان نبردی سخت جریان بود، در یک نقطه اشتراک داشتند: هر دو به برداشتی بدبینانه از تاریخ باور داشتند و تمدن بشری را در مسیری نزولی و انحطاط‌آمیز تصور می‌کردند؛ مسیری که از عصر طلایی گذشته آغاز می‌شد و به وضعیت نابسامان کنونی می‌رسید. انسان‌گرایان با تکیه بر شکوه فرهنگ روم و یونان باستان، به کلیسای کاتولیک می‌تاختند و کلیسا نیز با سلاح فلسفهٔ ارسطو—که آن هم میراثی از دوران باستان بود—به مقابله برمی‌خاست.
در قرن شانزدهم، پیش از طرح نظریه‌های نوین، زمین مرکز جهان پنداشته می‌شد. اگرچه قاره‌ها تقریباً شناخته شده و مرزهای جغرافیایی مشخص بودند، نگاه اروپاییان به مردمان دیگر تغییری نکرده بود. اطلاعات دربارهٔ تمدن‌های کهنی مانند ایران، مصر، هند و چین یا نادر بود یا اگر هم وجود داشت، به عنوان نمونه‌هایی از فلاکت کسانی تفسیر می‌شد که از رحمت مسیحیت محروم مانده‌اند. حتی انسان‌گرایان نیز تنها یونان و روم باستان را الگوی زندگی می‌دانستند و معیاری فراتر از این دو برای سنجش تمدن نداشتند.
ساختار اجتماعی اروپا همچنان بر پایهٔ سنت‌های قرون وسطایی استوار بود. جامعه به سه طبقهٔ روحانیان، اشراف و عوام تقسیم می‌شد و در رأس این سلسله‌مراتب، پادشاه قرار داشت که نگهدارندهٔ این ساختار به شمار می‌رفت. ارادهٔ او مظهر حق حاکمیت، عقل و عدالت بود و بنابراین، تابع هیچ شرطی نبود. حق حکمرانی نه از سوی مردم، که به ارادهٔ الهی به پادشاه تفویض شده بود.
در قوانین قضایی تا پایان قرن هفدهم نیز رویه‌های قرون وسطایی حاکم بود. هدف از محاکمهٔ مجرمان، نه حفظ نظم جامعه که مجازات صرف بود؛ از این رو، شدت مجازات بیش از قطعیت آن اهمیت داشت. زندان‌ها محیطی وحشت‌ناک داشتند و شکنجهٔ متهم برای اخذ اعتراف امری عادی بود. حتی اعتراف به تنهایی می‌توانست دلیل جرم تلقی شود. اعلام اتهام اجباری نبود، اختیارات قضات نامحدود بود و احکام آنها گاه متناقض به نظر می‌رسید. نفوذ مقامات دولتی و کلیسایی در تخفیف یا تشدید مجازات نقشی کلیدی داشت و مأموران قانون میان متهم و مجرم تمایزی قائل نبودند. مجازات اعدام نه فقط برای جنایات بزرگ، که برای برخی جرائم کوچک نیز اعمال می‌شد. دیوانگی و بیماری روانی را نشانهٔ تسلیم در برابر وسوسه‌های شیطان یا لعنت الهی می‌پنداشتند و دیوانگان را سزاوار مجازات می‌دانستند.
شالوده‌های فروپاشی این جهان‌بینی با جنبش رنسانس در قرن شانزدهم ریخته شد. رنسانس اگرچه نگرش تاریخی قرون وسطی را دگرگون نکرد، در شکستن جزم‌اندیشی و رواج شک‌گرایی نقشی کلیدی داشت. انسان‌گرایان در مجادلات خود با کلیسا، از روش شکاکان و سوفسطاییان یونان باستان بهره می‌بردند که معتقد بودند در امور انسانی، هرگز نمی‌توان به حقیقتی مطلق و جهان‌شمول دست یافت. این مجادلات، وحدت آهنین کلیسای کاتولیک را درهم شکست و بسیاری از نخبگان را که پیش از این جذب کلیسا می‌شدند، به سوی علوم طبیعی سوق داد.
قرن هفدهم، قرن فروپاشی جهان‌بینی کهن و روشنایی‌یافتن عرصهٔ طبیعت بود. این روشنایی از عقل انسان سرچشمه می‌گرفت. شیوهٔ استدلال عقلی و جایگاه عقل به عنوان منبع مشروعیت و قانون‌گذاری—که دکارت مطرح کرده بود—بنیان‌های استبدادی کلیسا و سلطنت را در قرون بعد لرزاند. همچنین، تغییر نگرش به علوم طبیعی که ریاضیات را جایگزین الهیات به عنوان مبنای تحلیل کرد، از دیگر دستاوردهای دکارت بود و نقشی تعیین‌کننده در شکل‌گیری خردگرایی و سپس عصر روشنگری ایفا کرد.
متفکران روشنگری، با الهام از انقلاب فیزیک که با قوانین حرکت نیوتن آغاز شد، معتقد بودند که همان روش‌مندی را می‌توان در تمامی عرصه‌های فعالیت بشری به کار بست. از این رو، عصر روشنگری پیوندی ناگسستنی با انقلاب علمی دارد؛ هر دو بر تجربه‌گرایی، خرد، علم و عقلانیت تأکید می‌کردند. رهبران روشنگری باور داشتند که می‌توانند جهان را—که قرن‌ها در چنبرهٔ سنت‌های نامعقول، خرافات و استبداد عصر قرون وسطی گرفتار بود—به سوی پیشرفت رهنمون شوند. این جنبش، زمینه‌ساز چهارچوب فکری انقلاب آمریکا و فرانسه، جنبش‌های استقلال‌طلبانهٔ آمریکای لاتین و قانون اساسی مشروطهٔ لهستان در سوم مه سال ۱۷۹۱ شد و به رشد لیبرالیسم کلاسیک، مردم‌سالاری و سرمایه‌داری انجامید.
عصر روشنگری هم‌زمان با اوج‌گیری سبک باروک و موسیقی کلاسیک، همچنین دورهٔ نوکلاسیک در هنر بود که امروزه به عنوان الگویی برای جنبش‌های عصر مدرن شناخته می‌شود.

## روشن‌نگری چیست؟
در دسامبر سال ۱۷۸۳، در نشریهٔ ماهانهٔ برلین (به آلمانی: Berlinische Monatsschrift)، کشیشی پروتستان که با ازدواج کامن‌لا مخالف و مدافع ازدواج کلیسایی بود، پرسشی را مطرح کرد. او در پاورقی مقالهٔ خود این پرسش چالش‌برانگیز را طرح نمود: «روشن‌نگری چیست؟»
این پرسش تأثیر عمیقی بر تاریخ فلسفه گذاشت و پاسخ‌های متعددی به آن داده شده است. نخستین پاسخ‌دهنده موسی مندلسون بود که در سپتامبر سال ۱۷۸۴ در همان نشریه، در مقاله‌ای با عنوان «معنای روشن‌نگر ساختن چیست؟» به این پرسش پاسخ داد.

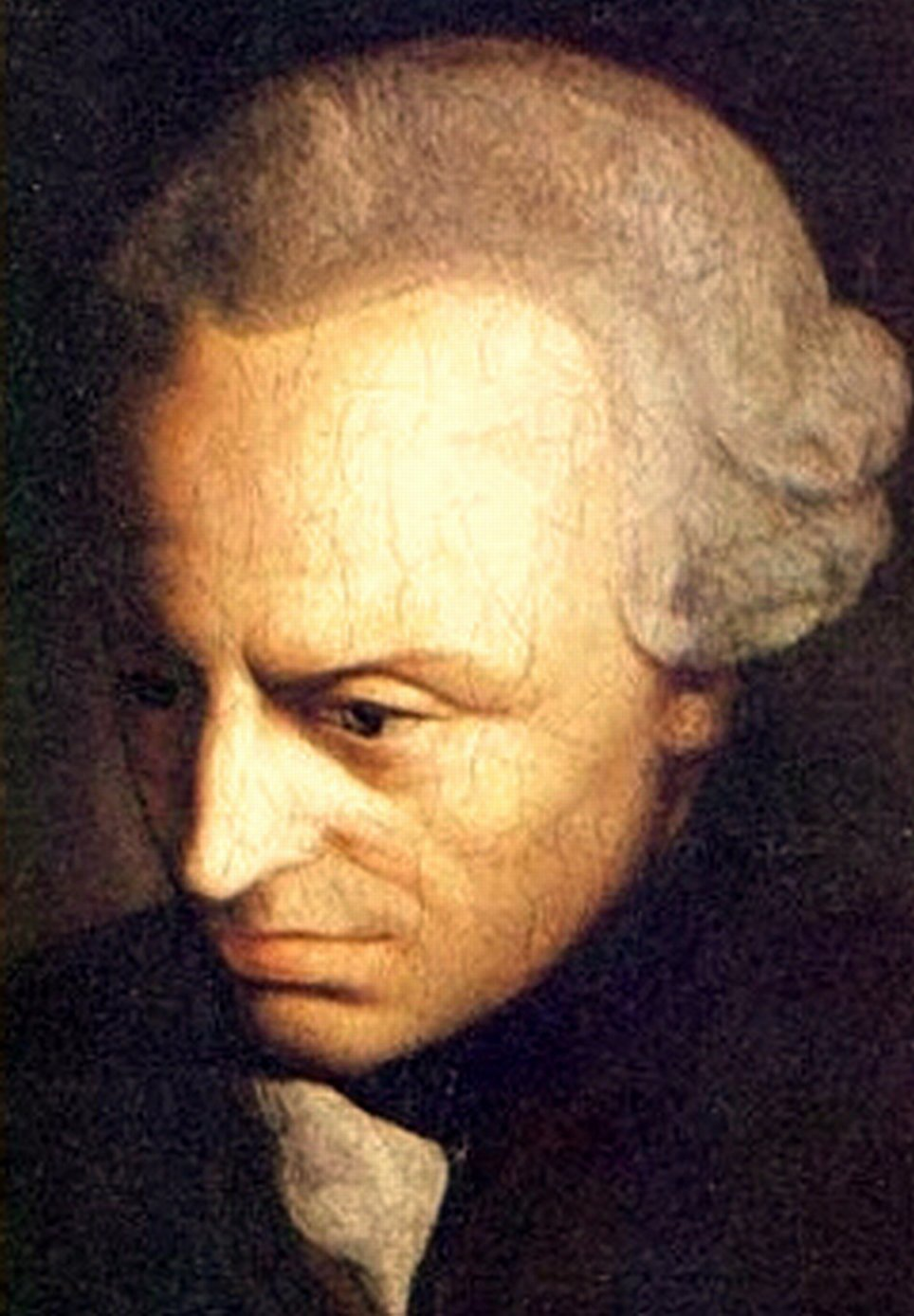
اِمانوئِل کانت، فیلسوف آلمانی عصر روشنگری

به‌طور همزمان، کانت—بی‌آنکه از پاسخ مندلسون آگاهی داشته باشد—در دسامبر همان سال در همان نشریه، مقالهٔ مشهور خود را با عنوان «در پاسخ به این پرسش که: روشن‌نگری چیست؟» منتشر کرد. او مقالهٔ خود را با این جمله آغاز نمود:
«روشن‌نگری خروج انسان از نابالغیِ خودخواسته است؛ و نابالغی ناتوانی در به‌کارگیری فهم خویش بدون راهنمایی دیگری است.»
و در ادامه تأکید کرد:
«شجاعت به‌کارگیری فهم خود را داشته باش! این است شعار روشن‌نگری.»
این شعار، جوهر خوش‌بینی بنیادینی بود که الهام‌بخش بسیاری از اندیشمندان عصر روشنگری شد.کانت معتقد بود ویژگی ممتاز عصر او، اشتیاق به دانستن حقیقت است. هنگامی که از خود پرسید: «آیا ما در عصر روشن‌نگری زندگی می‌کنیم؟» پاسخ داد: «نه، بلکه در عصر روشنگری به سر می‌بریم.»

## انتشار دانش
فیلسوفان انرژی زیادی صرف پراکندن و انتشار اندیشه‌های خود در میان زنان و مردان تحصیل‌کرده در جهان‌شهرها کردند. آنان از انجامگاه‌های متعددی بهره بردند که برخی کاملاً نوین بودند. افزایش مصرف مواد خواندنی از هر نوع، از ویژگی‌های اصلی روشنگری اجتماعی محسوب می‌شد.
در میان گونه‌های مختلف، متون علمی بیش از همه اهمیت یافت. به‌ویژه تاریخ طبیعی در طبقات بالای جامعه روندی فزاینده در محبوبیت داشت. در این دوره، نخستین نشریات علمی و ادبی پدید آمد. قدیمی‌ترین آنها، ژورنال دِ ساوان (به فرانسوی: Journal des sçavans) به معنی «نشریهٔ دانشوران» بود که در سال ۱۶۶۵ میلادی در پاریس انتشار یافت.
اگرچه پیشینهٔ فرهنگ‌نامه‌ها و دانشنامه‌ها به دوران باستان می‌رسد، اما در سدهٔ هجدهم میلادی، محتوای این آثار از فهرست‌های صرفاً تعریف‌محور واژگان، به تحلیل‌های عمیق‌تر و جزئی‌نگرانه‌تر دربارهٔ مفاهیم تحول یافت.

## افراد تأثیرگذار(به ترتیب حروف الفبا)
- آدام اسمیت
- آدام وایسهائوپت
- آیزاک نیوتون
- ادموند برک
- امانوئل کانت

ب
- باروخ اسپینوزا
- بارون دولباخ
- بنجامین فرانکلین

پ
- پیر بل

ت
- توماس جفرسون
- توماس هابز

ج
- جان لاک
- جرج بارکلی
- جوزف باتلر

د
- دنیس دیدرو
- دیوید هیوم

ر
- رابرت هوک
- رنه دکارت

ژ
- ژان ژاک روسو
- ژان لو رون دالامبر
- ژولین اوفره دو لا متری

ف
- فرانسیس بیکن
- فردریک کبیر

گ
- گوته

م
- مارتین لوتر
- مونتسکیو

و
- ولتر

## رویدادهای مهم در تاریخ عصر روشنگری
| سال     | رُخداد |
| ------- | --- |
| ۱۳۵۰    | رنسانس در ایتالیا آغاز می‌شود. |
| ۱۵۱۹    | مارتین لوتر انقلاب‌پروتستانی را آغاز می‌کند. |
| ۱۶۲۴    | لُرد هربرت آو چربری در باب حقیقت را منتشر می‌کند. |
| ۱۶۸۲    | پیر بل اخبار جمهوری ادبیات را تأسیس می‌کند. |
| ۱۶۸۷    | ادمونت هالی اصول ریاضیات اسحاق نیوتن را منتشر می‌کند. |
| ۱۶۸۸–۸۹ | انقلاب شکوهمند در راه است. |
| ۱۶۹۰    | جان لاک دو رساله در باب حکومت را منتشر می‌سازد. |
| ۱۶۹۷    | پیر بل فرهنگ تاریخی و انتقادی را منتشر می‌کند. |
| ۱۷۱۱    | جوزف ادیسون و ریچارد استیل اسپکتاتور (تماشاگر) را منتشر می‌سازد. |
| ۱۷۱۷    | انجمن فراماسون تأسیس می‌کند. |
| ۱۷۱۹    | دانیل دوفو رابینسون کروزو را منتشر می‌کند. |
| ۱۷۲۰    | جان تولند دلایل دادن تابعیت به یهودیان در بریتانیای کبیر و ایرلند را منتشر می‌سازد. |
| ۱۷۲۶    | ولتر به انگلستان می‌گریزد. |
| ۱۷۳۴    | ولتر مکتوبات دربارهٔ کشور انگلستان را منتشر می‌کند. |
| ۱۷۳۹    | دیوید هیوم رساله‌ای در باب سرشت انسان را منتشر می‌کند. |
| ۱۷۴۷    | ژولین اُفروی دو لامتری انسان یک ماشین را منتشر می‌کند. |
| ۱۷۴۸    | بارون دولابِرِد اِ دو مونتسکیو روح‌القوانین را منتشر می‌کند. |
| ۱۷۴۹    | ژان ژاک روسو مقالهٔ پیشرفت علوم و فنون موجب تباهی یا بهبود رفتار انسان شده‌است؟ را منتشر می‌سازد؛ هنری فیلدینگ تام جونز را منتشر می‌کند.                                                                    |
| ۱۷۵۱    | جلد اول انسیکلوپدیا (دایرةالمعارف) به چاپ می‌رسد. |
| ۱۷۵۴    | روسو مقالهٔ گفتار دربارهٔ منشأ نابرابری در میان انسان‌ها را منتشر می‌سازد. |
| ۱۷۶۰    | فرقهٔ ایلومیناتی [روشن ضمیران] تأسیس می‌شود؛ تریسترام شاندی اثر لارنس استرن منتشر می‌شود. |
| ۱۷۶۱    | روسو رُمان هلوئیز جدید را منتشر می‌کند. |
| ۱۷۶۲    | روسو امیل و قرارداد اجتماعی را منتشر می‌کند. |
| ۱۷۶۴    | سزار بکاریا رساله‌ای در بارهٔ جرم و مجازات را منتشر می‌کند. |
| ۱۷۷۰    | بارون دولباخ نظام طبیعت را منتشر می‌سازد. |
| ۱۷۷۱    | کلیسای کاتولیک با فیلسوفان معتقد به اصل انسیکلوپدیا به مقابله برمی‌خیزد. |
| ۱۷۷۶    | اعلامیهٔ استقلال منتشر می‌شود؛ انقلاب آمریکا آغاز می‌شود؛ آدام اسمیت ثروت ملل را منتشر می‌سازد؛ نهضت ادبی اشتورم آوند درانگ (غوغا و تلاش) در راه است؛ ادوارد گیبون زوال و سقوط اپراتوری رم را منتشر می‌سازد. |
| ۱۷۸۱    | امانوئل کانت نقد خرد ناب را منتشر می‌کند. |
| ۱۷۸۳    | ایالات متحده آمریکا استقلال خود را از بریتانیای کبیر به‌دست می‌آورد؛ یوزف دوم پادشاه اتریش فرمان رواداری مذهبی را صادر می‌کند؛ پیترو تامبیرینی دربارهٔ رواداری دینی و مدنی را منتشر می‌سازد.                 |
| ۱۷۸۴    | جان و چارلز ویزلی کلیسای مِتُدیست را تأسیس می‌کنند. |
| ۱۷۸۷    | قانون اساسی ایالات متحده به تصویب می‌رسد. |
| ۱۷۸۹    | منشور حقوق شهروندان تصویب و به قانون اساسی ایالات متحده افزوده می‌شود؛ انقلاب فرانسه آغاز می‌شود؛ مجلس ملی فرانسه اعلامیهٔ حقوق بشر و شهروند را تصویب می‌کند.                                               |
| ۱۷۹۱    | فرانسه قانون اساسی جدیدی را به تصویب می‌رساند؛ اُلیمپ دگوژ اعلامیه حقوق زن را منتشر می‌سازد. |
| ۱۷۹۳–۹۴ | حکومت ترور در فرانسه |
| ۱۷۹۴    | انقلاب فرانسه به پایان می‌رسد. |
| ۱۸۰۴    | ناپلئون امپراتور فرانسه می‌شود. |
| ۱۸۰۹    | تفتیش عقاید در ایتالیا به پایان می‌رسد. |

## کتاب‌ها
- عصر روشنگری نویسنده آن (جان ام. دان)، که مهدی حقیقت خواه آن را به فارسی ترجمه کرده و توسط انتشارات ققنوس منتشر شده‌است.
- نقد عقل محض یا نقد اول نخستین کتاب از سه‌گانهٔ فلسفه انتقادی از ایمانوئل کانت است که اولین‌بار در سال ۱۷۸۱ چاپ شد. این کتاب مهم‌ترین اثر کانت است و دربارهٔ ویژگی‌های عقل و توان آن در شناخت متافیزیک است.
- عصر روشنگری، به قلم ورنر اشنایدرز و ترجمۀ سید امین الدین ابطحی.

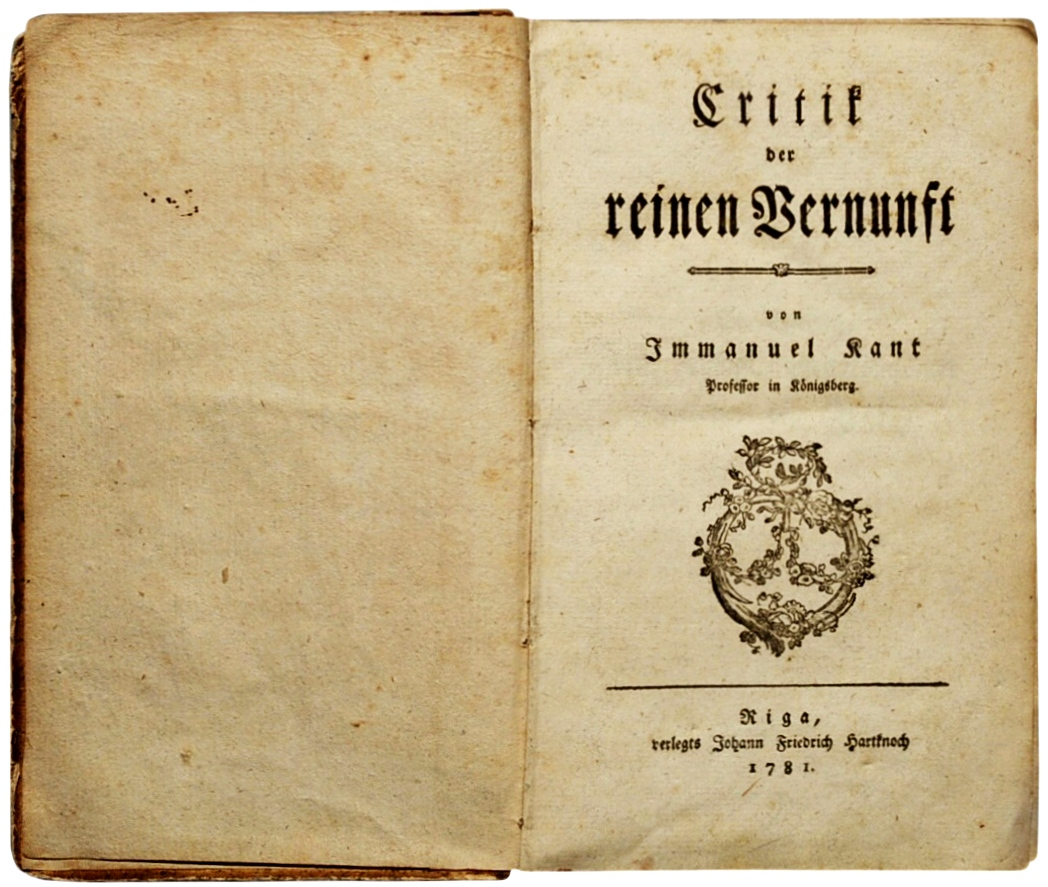
اولین چاپ کتاب نقد عقل محض

- نقد عقل عملی یا نقد دوم از مهم‌ترین آثار امانوئل کانت است که در آن به مبانی فلسفه اخلاق می‌پردازد.

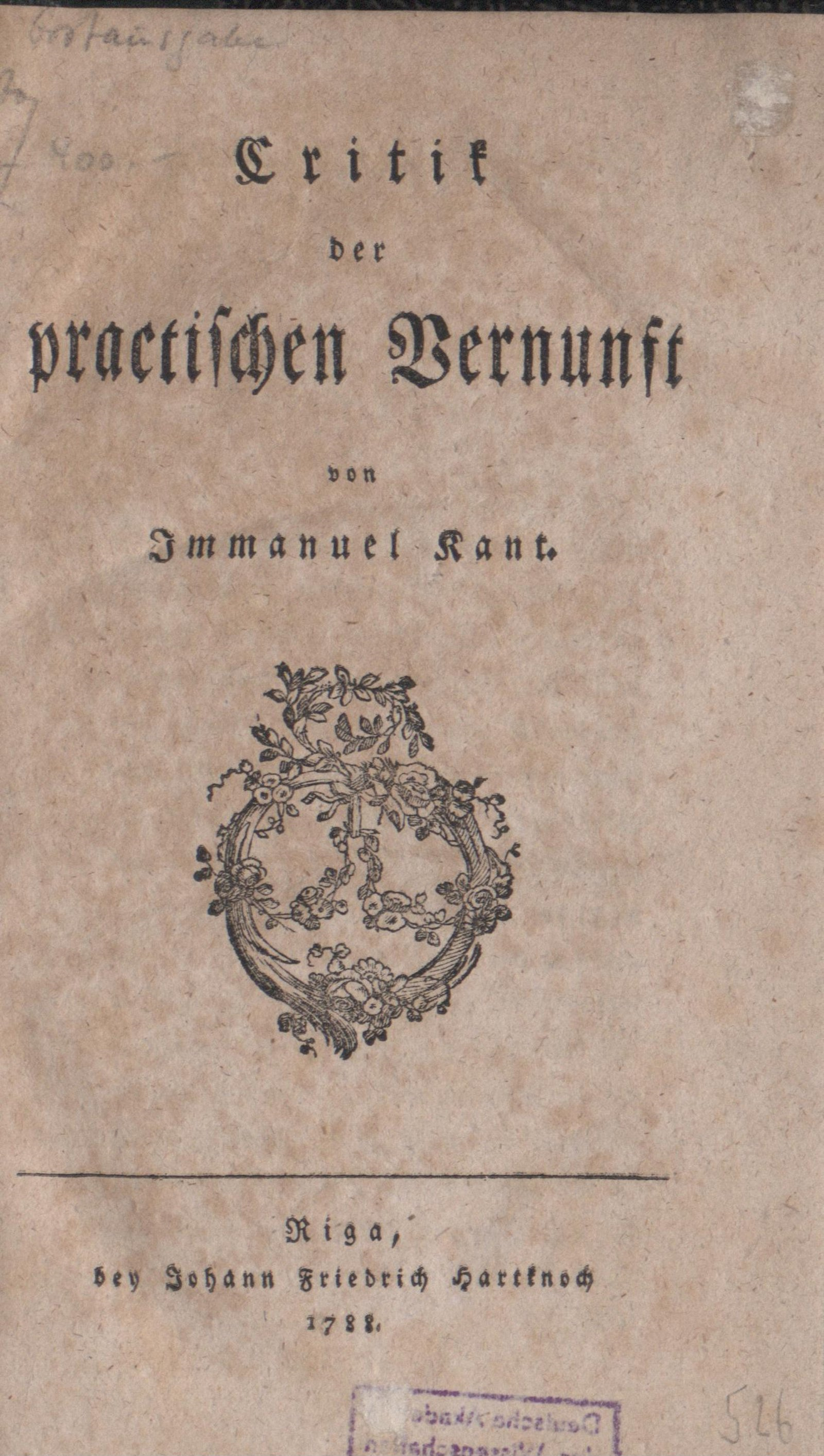
نسخهٔ آلمانی چاب ۱۷۸۸نقد عقل عملی